# Eudorella hirsuta
Eudorella hirsuta is een zeekommasoort uit de familie van de Leuconidae. De wetenschappelijke naam van de soort is voor het eerst geldig gepubliceerd in 1869 door Sars.